# Дани бостана у Ривици
Дани бостана у Ривици је привредно-фолклорна манифестација локалног карактера, која се од 1995. године сваког августа одржава у Ривици на територији општине Ириг. Организатори су МЗ Ривица, СО Ириг и ТО Ириг.
Централни део програма представља избор за најбољег произвођача лубеница и такмичење за најтежи бостан. У току манифестације организују се и презентације народног кулинарства (припремање бећар-паприкаша и домаћих колача), као и стручна предавања о гајењу бостана и других култура. Пратећи програм обухвата различита такмичења (брзо једење лубенице, пуцање из бича, прављење фењера од бундева), као и дечје литерарне и ликовне изложбе.